# しんわ
株式会社しんわ (SINWA Co., Ltd.) は、福岡県福岡市博多区中呉服町に本社を置く日本の事業者金融・消費者金融業である（登録番号：福岡財務支局長 (6) 第00108号。JCFA（日本消費者金融協会）会員）。かつてのキャッチコピーは「あんしんはしんわ」。

## 概要
以前は九州地方（福岡県、佐賀県、長崎県、熊本県、大分県、宮崎県、鹿児島県）と中国・四国地方（岡山県、広島県、山口県、愛媛県、香川県）に有人店舗を展開しており、「あんしんくん」の名称で自動契約機も多数設置していた。2006年からは、より迅速なカード発行が可能な「快速あんしんくん」が福岡市の天神と西新に設置されていた。
しかし2007年11月30日に消費者金融業から撤退（個人客の新規受付を中止）したため全店舗とも自動契約機を廃止した。
2008年8月には、諫早・本渡・高松の三店舗を閉鎖。2012年7月より、福岡本社と大阪支店の2拠点に集約する。
2012年8月より、5年ぶりに消費者金融業務（個人向け貸付）を開始した。現在、同社は窓口・自動契約機（あんしんくん・快速あんしんくん）を保有していないため申し込みは全て同社ホームページ・電話での受付になっている。借り入れ方法も、以前のようにキャッシングカード発行を行っていないため、指定の口座へ振り込む仕組みになっている。返済方法は、以前と同様に提携銀行または提携金融機関より返済となっている（返済専用カードが発行される）。

## 歴史
- 1967年（昭和42年）5月 - 有限会社信和クレジットとして設立。
- 1973年（昭和48年）1月 - 株式会社信和クレジットに組織変更。
- 1993年（平成5年）4月 - 株式会社しんわ、株式会社信和クレジット、株式会社信和総合商社の3社に組織変更。
- 2002年（平成14年） - 福岡市中央区大門にあった地上12階建てのしんわ本社ビルを売却。現在は新日本製薬本社ビルになっている。
- 2002年（平成14年）8月 - 株式会社たかせんマリンカード（香川県高松市、2003年清算）の事業を譲り受ける。
- 2007年（平成19年）11月 - 個人向け商品の新規受付を終了し、消費者金融業から撤退。全無人店舗を閉鎖。
- 2012年（平成24年）8月 - 2007年より受付を終了していた個人向け貸付（消費者金融）業務を再開。
- 2012年（平成24年）7月 - 福岡本社と大阪支店の2拠点に集約する[2]。
- 2012年（平成24年）12月 - 本社を福岡市中央区天神ノースフロントビル7階から福岡中央区天神1丁目14番16号福岡三栄ビル4階へ移転。
- 2019年（令和元年）5月 - 本社を福岡市中央区福岡三栄ビル4階から福岡市博多区中呉服町6番10号グランスクエア呉服町5階へ移転。

## 提携サービス
- イーバンク銀行：イーバンク銀行提携ローン
- セブン銀行：コンビニATM入出金提携
- イーコンテクスト：代金収納提携
  - 同社のネット会員であれば、インターネットまたは携帯でローソン、サークルKサンクス、セイコーマート、イーバンク銀行、ジャパンネット銀行を利用した返済が可能。
- イーネット：コンビニATMの入出金提携
  - ファミリーマート、サークルKサンクス、セーブオン、コミュニティストア、ポプラ、生活彩家、デイリーヤマザキ、セイコーマート、ヤオコー、とりせん、カスミなどに設置されているイーネット端末で借入れ、返済が可能

## 商号・商標
現商号の「しんわ」は旧社名の「信和クレジット」に由来しており、長崎県の地方銀行である親和銀行（現:十八親和銀行）とは無関係である。あんしんはしんわ（第4198699号）、しんわCREDIT（第3078737号）などを商標登録している。

## ロゴ・イメージキャラクター
2007年の消費者金融撤退前は、赤い長方形の中に白文字で「しんわ」と書かれたロゴを使用していた。また、1996年からはイメージキャラクターの「しんちゃん」も使用していた。黄色の中に赤いハートマークのキャラクターで、パートナーとして、女の子の「ゆとりちゃん」も存在した。本キャラクターはとびうめ国体のマスコットキャラクターなども手がけたイラストレーター／デザイナーであるうちの夢魚によってデザインされた。

## テレビCM
2007年の消費者金融撤退前はテレビCMを積極的に放送していた。2004年、テレビコマーシャルに『爆竜戦隊アバレンジャー』の阿部薫が出演した。女性タレントの出演が多い消費者金融のCMの中で、男性タレントが起用される例は珍しい。2005年からテレビコマーシャルに女性アイドルのほしのあきが出演していた。